# Arenaria smithiana
Arenaria smithiana är en nejlikväxtart som beskrevs av Johannes Mattfeld. Arenaria smithiana ingår i släktet narvar, och familjen nejlikväxter. Inga underarter finns listade i Catalogue of Life.